# Ian Rowling
Ian Rowling (Epping, 10 febbraio 1967) è un ex canoista australiano, specializzata nella velocità, vincitore della medaglia di bronzo nel K4 1000 metri a Barcellona 1992 insieme a Ramon Andersson, Kelvin Graham e Steven Wood.
Con Clint Robinson al posto di Kelvin Graham, vanta anche un argento ai Campionati mondiali di Parigi 1991.

## Palmarès
- Giochi olimpici

Barcellona 1992: bronzo nel K4 1000 metri.
- Mondiali

Parigi 1991: argento nel K4 1000 metri.